# حمام گلشن (یزد)
حمام قدیمی گلشن (حمام گازرگاه) مربوط به دوره قاجار است و در یزد، محله قدیمی گازرگاه، جوار باغ معین واقع شده و این اثر در تاریخ ۴ تیر ۱۳۷۷ با شمارهٔ ثبت ۲۰۴۹ به‌عنوان یکی از آثار ملی ایران به ثبت رسیده است.